# Dhamanagar
Dhamanagar es una ciudad y  comité de área notificada situada en el distrito de Bhadrak en el estado de Odisha (India). Su población es de 22920 habitantes (2011). Se encuentra a 86 km de Cuttack, y a  110 km de Bhubaneswar.

## Demografía
Según el censo de 2011 la población de Dhamanagar era de 22920 habitantes, de los cuales 11758 eran hombres y 11162 eran mujeres. Dhamanagar tiene una tasa media de alfabetización del 74,08%, superior a la media estatal del 72,87%: la alfabetización masculina es del 79,94%, y la alfabetización femenina del 67,94%.